# Screaming for Vengeance
Screaming For Vengeance – ósmy album heavymetalowej grupy Judas Priest, uważany za jeden z najwybitniejszych w jej historii. 
Ukazał się 17 lipca 1982 roku i uzyskał status złotej, a niedługo potem platynowej płyty. Nagrany w klasycznym składzie, zawiera 10 docenionych przez rzesze krytyków utworów, z których duża część jest do dziś wykonywana na koncertach. Przyniósł on takie przeboje grupy jak „You've Got Another Thing Comin'”, „Fever” czy „The Hellion / Electric Eye”.
Covery intra muzycznego „Hellion” oraz utworu „Electric Eye” ukazały się na albumie Decas grupy As I Lay Dying w 2012 roku.

## Lista utworów
1. „The Hellion” – 0:41
2. „Electric Eye” – 3:39
3. „Riding On The Wind” – 3:07
4. „Bloodstone” – 3:51
5. „(Take These) Chains” – 3:07
6. „Pain And Pleasure” – 4:17
7. „Screaming For Vengeance” – 4:43
8. „You've Got Another Thing Comin'” – 5:09
9. „Fever” – 5:20
10. „Devil's Child” – 4:48

## Twórcy
- Rob Halford – wokal
- K.K. Downing – gitara
- Glenn Tipton – gitara
- Ian Hill – gitara basowa
- Dave Holland – perkusja